# Base de dados geográficos
Bancos de dados geográficos são bancos de dados preparados para armazenar dados geográficos ou informações espaciais. São comumente usados em Sistemas de Informações Geográficas (SIG). Este tipo de banco de dados tem o intuito manipular um imenso volumes de informações de grande complexidade, como mapas e imagens de satélite.